# جين ديفيدسون
جين ديفيدسون (بالإنجليزية: Gene Davidson)‏ هو لاعب كرة قدم أمريكية أمريكي، ولد في 19 فبراير 1896، وتوفي في 12 سبتمبر 1960 في فورت سميث في الولايات المتحدة.